# Anastasio Rojo
Anastasio Rojo Vega (1954-10 de enero de 2017) fue un médico e historiador de la medicina español.

## Biografía
Nació en 1954 y ocupó el puesto de catedrático de Historia de la Ciencia de la Universidad de Valladolid —a la que estuvo ligado durante décadas— desde noviembre de 2011 hasta su muerte. Por su trayectoria, ganó los premios Uriach y Dionisio Daza Chacón. Desde 1995 hasta su fallecimiento, acaecido el 10 de enero de 2017, colaboró con el periódico El Norte de Castilla como columnista.
Entre su labor investigadora destaca la atribución de la autoría de La pícara Justina al vallisoletano Baltasar Navarrete, además de haber sido autor de libros como Datos sobre América en los Protocolos de Valladolid. Siglos XVI-XVIII, Bibliotecas y lecturas de mujeres: siglo XVI (junto con Pedro Manuel Cátedra), Memoria que la Junta Local de Sanidad de Valladolid eleva  al  Consejo  de  Sanidad  del  Reino  en  cumplimiento  del  Decreto  de  23  de  marzo de 1894  o Anecdotario vallisoletano. En 2018, el servicio de publicaciones de la Universidad de Valladolid editó Parameras. Homenaje a Anastasio Rojo Vega.